# 帕夫利凱尼角

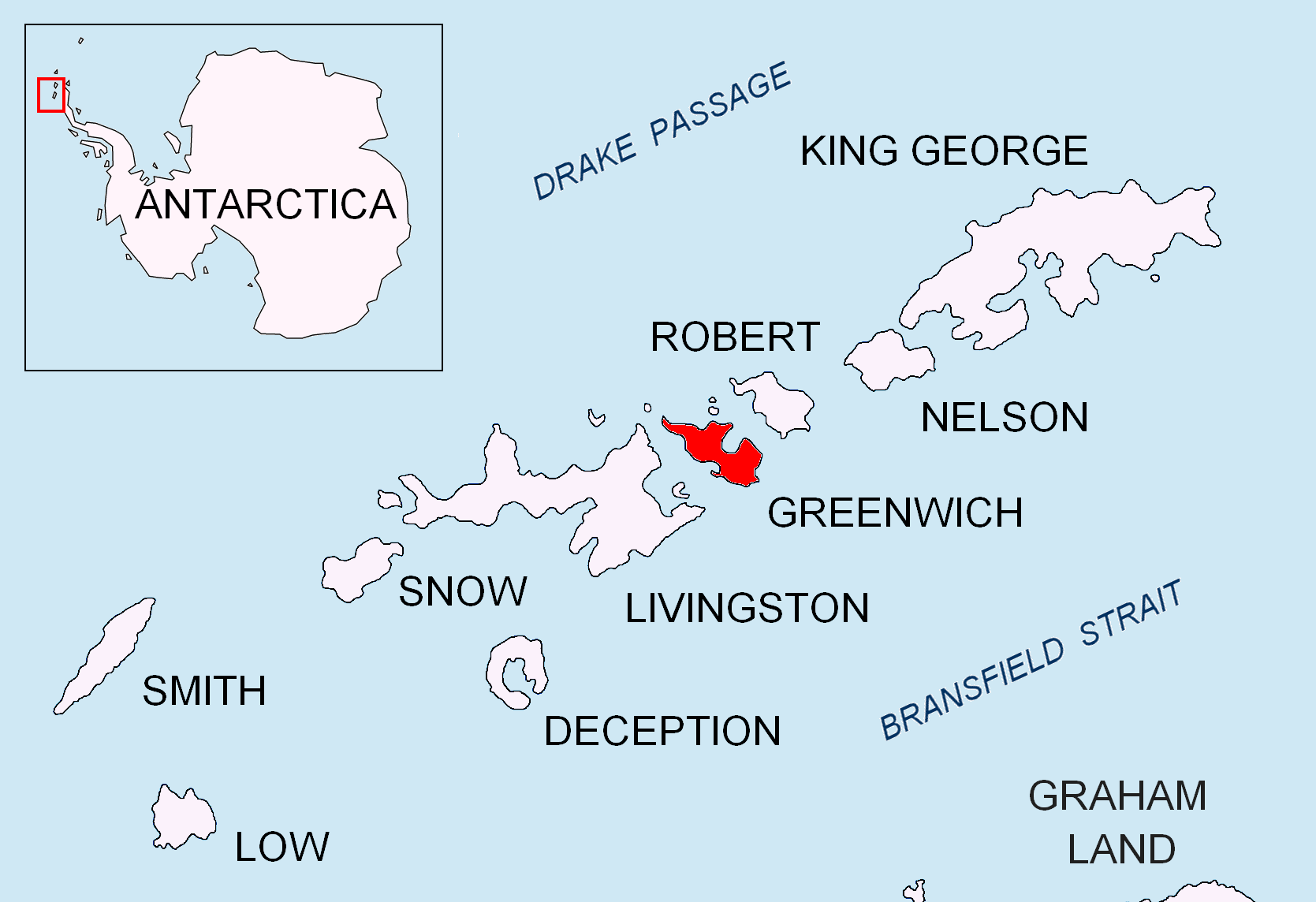

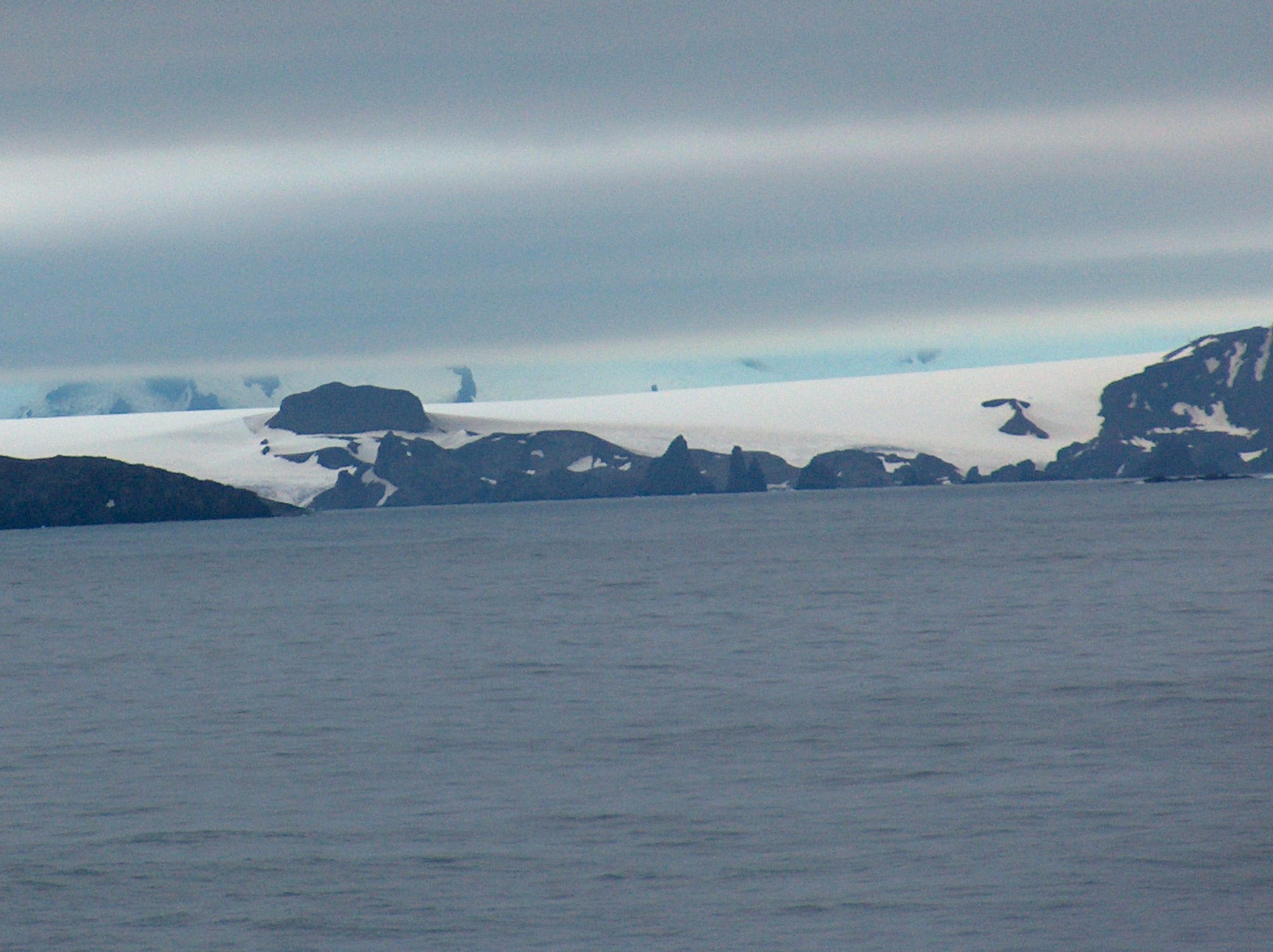

帕夫利凱尼角（英語：Pavlikeni Point）是南極洲的海岬，位於南設得蘭群島中格林尼治島北岸，處於杜夫角以東3.4公里、卡比萊島以西0.95公里、阿圭羅角以西9.1公里、米萊蒂奇角西北面1.55公里、赫拉巴冰原島峰以北1.13公里，以保加利亞城鎮命名。

## 外部連結
- SCAR Composite Antarctic Gazetteer（页面存档备份，存于）.

62°26′35″S 59°57′56″W / 62.44306°S 59.96556°W